# Pterolophia variabilis
Pterolophia variabilis är en skalbaggsart som först beskrevs av Francis Polkinghorne Pascoe 1859.  Pterolophia variabilis ingår i släktet Pterolophia och familjen långhorningar. Inga underarter finns listade i Catalogue of Life.